# Rodolfo VII de Baden
Rodolfo VII (n. ¿después de 1356? - 1391) fue margrave de Baden desde 1372 hasta su muerte, en 1391.

## Biografía
Rodolfo VII era hijo del margrave Rodolfo VI de Baden-Baden y de su esposa Matilde de Sponheim. A la muerte de su padre, se convirtió en margrave junto con su hermano Bernardo I. Los dos hermanos dividieron su dominio en 1380: Rodolfo obtuvo la región de Ettlingen y Rastatt y Bernardo las de Pforzheim y Durlach. 
No se casó y cuando murió, en 1391, no dejó hijos que fueran sus sucesores. Es por ello que le sucedió su hermano, reunificando los territorios divididos once años antes.